# Улица Пушкина (Коломна)
Улица Пу́шкина — улица в районе Старая Коломна города Коломны. Проходит от улицы Зайцева и Пятницких ворот Кремля до Уманской улицы. Слева примыкают Водовозный переулок и Посадская улица. Справа примыкают улицы Яна Грунта и Комсомольская. В конце улицы находится небольшая площадь, куда сходятся пять улиц.

## Происхождение названия
Названа в 1937, когда по всей стране отмечалось столетие со дня смерти А. С. Пушкина в связи с тем, что в начале улицы находится школа № 7 имени А. С. Пушкина. Ранее называлась Пятницкая по Пятницким воротам Кремля, от которых начиналась улица.

## История
Улица возникла в конце XVIII века в результате реконструкции города по «регулярному» плану. В начале XIX века улица застраивалась городскими купеческими усадьбами.

## Примечательные здания и сооружения
По нечётной стороне:

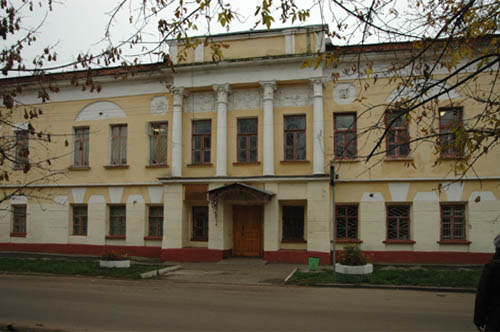
Дом Тупицыной

- № 5а — «Дом Шведовых» (1820-е гг.).
- № 13 — «Дом Тупицыной» (первая четверть XIX века), с 1863 — женская гимназия, ныне — Коломенский медицинский колледж.
- № 17 — Усадьба Левиных: дом и ворота (1770-е гг.), флигель (начало XIX века).
- № 19/1 — Банно-прачечный комбинат (1934)

По чётной стороне:
- № 2 — последний владелец мещанин Василий Моисеевич Агафонов, жена Мария, приказчик Григорий Панфилов
- № 26 — «Дом Лутковских» (первая треть XIX века).

## Транспорт
Трамвай 5, 9, 10: остановка «улица Левшина». Автобус 1: остановки «Бани», «Военторг».